# روش طبیعت
روش طبیعت نام یک کتاب ادبی است که توسط رالف والدو امرسون، نویسندهٔ اهل ایالات متحده آمریکا نوشته شده‌است. این کتاب یکی از آثار مشهور ادبی جهان است.